# Prowincja Long An
Long An wymowaⓘ – prowincja Wietnamu, znajdująca się w południowej części kraju, w Regionie Delty Mekongu. Na północy prowincja graniczy z Kambodżą.

## Podział administracyjny
W skład prowincji Long An wchodzi trzynaście dystryktów oraz jedno miasto.
- Miasta:

1. Tân An

- Dystrykty:

1. Bến Lức
2. Cần Đước
3. Cần Giuộc
4. Châu Thành
5. Đức Hòa
6. Đức Huệ
7. Mộc Hóa
8. Tân Hưng
9. Tân Thạnh
10. Tân Trụ
11. Thạnh Hóa
12. Thủ Thừa
13. Vĩnh Hưng